# 苏明娟
苏明娟（1983年—），中華人民共和國安徽省金寨县桃岭乡张湾村人。希望工程“代言人”、中共二十大代表。她也是摄影作品《我要读书》（又名《大眼睛》）以及中國語文課文《渴望读书的大眼睛》的主角。

## 生平
1991年4月，攝影師解海龙受中国青少年发展基金会委托來到安徽金寨拍摄一组展示贫困孩子求学艰难状态的照片。他来到苏明娟就读的安徽省金寨县三合中心小学采访。當時手握铅笔的苏明娟正抬头凝视黑板，解海龙迅速摁下了快门，並給該摄影作品起名《我要读书》。1992年4月，中国青少年发展基金会召开新闻发布会，公佈了解海龙拍摄的2000张有關贫困地区教育的照片，其中就包括《我要读书》。1994年，《我要读书》被选为希望工程宣传照片。《我要读书》刊登在報紙上后，苏明娟收到了许多人的捐助。
1998年，苏明娟單選共青团第十四次全国代表大会代表。2002年9月，苏明娟考取安徽大学职业技术学院金融专业，2005年毕业后，她进入中国工商银行安徽省分行工作。2007年6月，成为2008年夏季奥林匹克运动会安徽赛会志愿者招聘形象大使2018年，苏明娟设立“苏明娟助学基金”。
2017年12月，苏明娟当选共青团安徽省委副书记。2021年，成为“工银光明行”品牌形象大使。
2022年，苏明娟当选中共二十大代表。

## 家庭
苏明娟已婚，有兩個小孩。